# Marcos García Fernández
Marcos García Fernández (* 4. Dezember 1986 in San Martín de Valdeiglesias, Autonome Gemeinschaft Madrid) ist ein spanischer Straßenradrennfahrer.

## Sportliche Laufbahn
Vor Beginn seiner Laufbahn als Elite-Rennfahrer gewann Marcos García Fernández verschiedene Radrennen in seinem Heimatland. Ab Mitte 2008 fuhr er für das Team Xacobeo Galicia, zunächst als Stagiaire. 2012 bestritt er mit dem Giro d’Italia seine erste große Rundfahrt und belegte in der Gesamtwertung Platz 47. Bis 2013 folgten drei Teilnahmen an der Vuelta a España und konnte sich jedes Mal unter den Top 100 platzieren, 2012 wurde er 27. der Gesamtwertung.
2017 gewann García Fernández, der ab 2016 für das japanische Team Kinan Cycling startete, eine Etappe der Tour of Japan sowie die Gesamtwertung der Tour de Hokkaidō. 2018 wurde er Gesamtsieger der Tour of Japan.

## Erfolge
2017
- eine Etappe Tour of Japan
- Gesamtwertung und eine Etappe Tour de Hokkaidō

2018
- Gesamtwertung und eine Etappe Tour of Japan

2019
- Bergwertung Tour de Kumano
- Gesamtwertung, Bergwertung und eine Etappe Tour of Peninsular

## Grand-Tour-Platzierungen
| Grand Tour            | 2009 | 2010 | 2011 | 2012 | 2013 | 2014 | 2015 | 2016 | 2017 | 2018 | 2019 |
| --------------------- | ---- | ---- | ---- | ---- | ---- | ---- | ---- | ---- | ---- | ---- | ---- |
| Giro d’ItaliaGiro     | 47   | –    | –    | –    | –    | –    | –    | –    | –    | –    | –    |
| Tour de FranceTour    | –    | –    | –    | –    | –    | –    | –    | –    | –    | –    | –    |
| Vuelta a EspañaVuelta | –    | 44   | –    | 27   | 75   | –    | –    | –    | –    | –    | –    |

## Teams
- 2008 Xacobeo Galicia (Stagiaire ab 1. August)
- 2009 Xacobeo Galicia
- 2010 Xacobeo Galicia
- 2011 KTM-Murcia
- 2012 Caja Rural
- 2013 Caja Rural-Seguros RGA
- 2014 Caja Rural-Seguros RGA
- 2015 Louletano-Ray
- 2016 Kinan Cycling Team
- 2017 Kinan Cycling Team
- 2018 Kinan Cycling Team
- 2019 Kinan Cycling Team